# Guillaume Norbert
Guillaume Norbert (ur. 14 stycznia 1980 w Châtenay-Malabry) – francuski piłkarz występujący na pozycji pomocnika. Obecnie jest zawodnikiem Le Havre AC.

## Kariera
Norbert jest wychowankiem Paris Saint-Germain. W wieku 17 lat trafił do Arsenalu. Nie zdołał jednak zadebiutować w barwach tego klubu. Po czterech latach spędzonych w Anglii, postanowił powrócić do Francji. Został zawodnikiem pierwszoligowego FC Lorient. W Ligue 1 po raz pierwszy wystąpił 17 listopada 2001 w przegranym 0-3 pojedynku z Olympique Lyon. W sezonie 2001/2002 rozegrał łącznie dwa spotkania. Natomiast w lidze uplasował się z zespołem na ostatniej, osiemnastej pozycji w ekstraklasie i spadł z nim do drugiej ligi. 6 sierpnia 2002 wypożyczono go do innego drugoligowca – US Créteil-Lusitanos. Szybko wywalczył tam sobie w pierwszym składzie. W ciągu całego sezonu zagrał tam w lidze 28 razy i strzelił jednego gola, który był jego pierwszym w ligowej karierze. Tę bramkę zdobył 31 sierpnia 2002 w wygranym 2-1 meczu z Clermont Foot. Po zakończeniu rozgrywek ligowych powrócił do Lorient. Tym razem częściej grywał w pierwszym składzie, przez kolejny rok zaliczając tam w sumie 20 spotkań.
W 2004 roku podpisał kontrakt z Angers SCO. Regularnie występował tam w pierwszej składzie. Po spędzeniu w klubie siedmiu miesięcy i rozegraniu szesnastu ligowych spotkań, a także zdobyciu jednej bramki, odszedł do pierwszoligowego FC Nantes.
W barwach nowego klubu zadebiutował 2 kwietnia 2005 w przegranym 1-2 meczu przeciwko AJ Auxerre. 23 września 2006 w wygranym 2-1 pojedynku z Olympique Marsylia zdobył pierwszą bramkę w trakcie gry w ekstraklasie. W 2007 roku spadł z klubem do drugiej ligi. Na zaplecze ekstraklasy grał jeszcze przez rok. Norbert spędził w Nantes cztery lata. Przez ten czas pełnił tam rolę rezerwowego. Łącznie rozegrał tam 24 spotkań i strzelił jednego gola.
Latem 2008 roku przeszedł do beniaminka Ligue 1 – Le Havre AC. Pierwszy występ zanotował tam 18 października 2008 w zremisowanym 1-1 spotkaniu z FC Sochaux-Montbéliard.
| Sezon   | Klub                 | Kraj    | Rozgrywki      | Mecze | Bramki |
| ------- | -------------------- | ------- | -------------- | ----- | ------ |
| 1997/98 | Arsenal F.C.         | Anglia  | Premier League | 0     | 0      |
| 1998/99 | Arsenal F.C.         | Anglia  | Premier League | 0     | 0      |
| 1999/00 | Arsenal F.C.         | Anglia  | Premier League | 0     | 0      |
| 2000/01 | Arsenal F.C.         | Anglia  | Premier League | 0     | 0      |
| 2001/02 | FC Lorient           | Francja | Ligue 1        | 2     | 0      |
| 2002/03 | US Créteil-Lusitanos | Francja | Ligue 2        | 28    | 1      |
| 2003/04 | FC Lorient           | Francja | Ligue 2        | 20    | 0      |
| 2004/05 | Angers SCO           | Francja | Ligue 2        | 16    | 1      |
| 2004/05 | FC Nantes            | Francja | Ligue 1        | 2     | 0      |
| 2005/06 | FC Nantes            | Francja | Ligue 1        | 0     | 0      |
| 2006/07 | FC Nantes            | Francja | Ligue 1        | 19    | 1      |
| 2007/08 | FC Nantes            | Francja | Ligue 2        | 3     | 0      |
| 2008/09 | Le Havre AC          | Francja | Ligue 1        |       |        |